# Comuna Pavelkî, Andrușivka
Pavelkî (în ucraineană Павелківська сільська рада) este o comună în raionul Andrușivka, regiunea Jîtomîr, Ucraina, formată din satele Harapivka și Pavelkî (reședința).

## Demografie
Componența lingvistică a satului Pavelkî
     Ucraineană (99,57%)
     Alte limbi (0,43%)
Conform recensământului din 2001, majoritatea populației satului Pavelkî era vorbitoare de ucraineană (99,57%), existând în minoritate și vorbitori de alte limbi.